# Donald Alan Thomas
Donald Alan Thomas (Cleveland, 6 maggio 1955) è un ex astronauta e ingegnere statunitense. Ha partecipato alle missioni spaziali Shuttle STS-65, STS-83, STS-70 e STS-94 come specialista di missione.